# هالوژن‌دار کردن هل–ولهارد–زلینسکی
هالوژن‌دار کردن هل–ولهارد–زلینسکی (انگلیسی: Hell–Volhard–Zelinsky halogenation) واکنشی شیمیایی است که طی آن کربن آلفای یک کربوکسیلیک اسید هالوژندار می‌شود. این واکنش به افتخار دو شیمیدان آلمانی به نام‌های کارل ماگنوس فون‌هل و یاکوب فولهارد و شیمیدان روس نیکولای زلینسکی نامگذاری شده است.